# Tanimuca
Le tanimuca (Ũ’páirã) ou letuama (rétuarã) est une langue tucanoane parlée en Amazonie, dans le Sud-Est de la Colombie le long des rivières Guacayá, Mirití, Oiyaka, Popeyaca et Apaporis par environ 300 Tanimuca et 200 Letuama.

## Situation géographique
La langue est parlée dans le Sud-Est de la Colombie par les Tanimuca et les Letuama qui se considèrent comme étant deux groupes distincts.

## Classification
La classification du tanimuca à l'intérieur des langues tucanoanes est débattue. Elle est le plus souvent vue comme une langue occidentale, mais une classification différente en fait avec le cubeo la branche centrale de cette famille.

## Phonologie

### Voyelles
|         | Antérieure | Centrale | Postérieure |
| ------- | ---------- | -------- | ----------- |
| Fermée  | i [i]      |          | u [u]       |
| Moyenne | e [e]      |          | o [o]       |
| Ouverte |            | a [a]    |             |

### Consonnes
|               |               | Bilabiale | Dentale | Palatale | Vélaire | Glottale |
| ------------- | ------------- | --------- | ------- | -------- | ------- | -------- |
| Occlusives    | Sourdes       | ᵽ [p]/[f] | t [t]   |          | k [k]   | ʔ [ʔ]    |
| Occlusives    | Sonores       | b [b]     | d [d]   | j [dʲ]   |         |          |
| Fricatives    | Fricatives    |           | s [s]   |          |         | h [h]    |
| Liquides      | Liquides      |           | r [r]   |          |         |          |
| Semi-voyelles | Semi-voyelles | w [w]     |         |          |         |          |